# 閔哀王
閔哀王(817年—839年)；姓金名明，是新罗国第四十四代君主，大阿飡金忠恭之子，元聖王曾孫，母貴寶夫人朴氏。在位一年，被金陽、金祐徵起兵推翻，为遊宅兵士搜到杀死。諡閔哀。

## 后妃
- 妃允容王后金氏